# TYPES
TYPES（タイプス）は、日本の劇団。1999年1月、新本一真によって設立される。

## 概要
東京を中心に活動。シェイクスピア作品を中心に多くの公演を行う。

## 公演
- 屋形船グラフティ （1999年1月、第1回公演）
- マクベス （2002年9月、青山円形劇場）
- 夏の夜の夢 （2004年7月、俳優座劇場）
- リア王 （2005年8月、新国立劇場小劇場）
- ハツカネズミと人間 （2006年7月、俳優座劇場）
- ハムレット （2007年2月、俳優座劇場）
- マクベス （2007年3月、俳優座劇場）
- ロミオとジュリエット （2007年5月、俳優座劇場）
- 朝・江戸の酔醒 （2007年7月、俳優座劇場）
- ツインズタウン！ （2008年2月）
- ここだけの話―それ行け 夏の恋 （佐藤五月作、2008年8月）
- ハムレット （2008年12月、新宿シアターモリエール）

## 所属俳優
- 新本一真 （主宰)